# まもって守護月天!
『まもって守護月天!』（まもってしゅごげってん）は、桜野みねねによる日本の漫画作品。通称「守護月天!」「月天」「まも守護｣。現在、『月刊コミックガーデン』で続編の『まもって守護月天! 解封の章』を連載中。毎月20日には同社のWEB漫画配信サイト『MAGCOMI（マグコミ）』でも公開している。

## 概要
『月刊少年ガンガン』（1996年4月 - 2000年2月、エニックスお家騒動により連載中断）に連載。連載期間中には本作品を原作としたアニメも制作された（詳細は#アニメを参照）。
完全版と銘打ったマッグガーデンの新装版には、第10巻にガンガンコミックスに未収録の第67話「星神達の深い想い」(前編)&第68話(後編)を描き下ろしで収録。
続編『まもって守護月天! 再逢』（まもってしゅごげってん れとるば）（2002年3月 - 2005年3月）は『月刊コミックブレイド』に連載。再逢は造語、フランス語でRetrouvailles（レトルバ）と読み、再会を意味する。作者の体調問題により第3話以降STUDIO TWO WINGSが制作に携わる。
英訳版『Guardian Angel Getten』は、『RAIJIN COMICS』（北米版）で連載されていた。
2015年10月16日、原作者のブログよりマッグガーデンでの連載再開の旨が発表された。2015年12月25日、マッグガーデンのWebコミック公開サイト『MAGCOMI』にて、『まもって守護月天! 解封の章』（まもってしゅごげってん かいふうのしょう）のタイトルで現在隔月（偶数月号・奇数月発売）連載中。これは『まもって守護月天!』の3年後を描いた続編であり、『まもって守護月天! 再逢』とはエピソードの繋がりがない。理由として著者は「再逢」は私が一人で描き上げた作品ではないからと説明している。

## あらすじ
一人暮らしの中学2年生の少年七梨太助のもとに、中国を旅している父親から手紙と一緒に支天輪（してんりん）という八角の輪が送られてきた。その支天輪から現れた、月をつかさどり不幸から主を守る精霊守護月天 小璘（シャオリン）と同居する。その後、同じく父親から送られてきた黒天筒からは慶幸日天 汝昂が、短天扇からは万難地天 紀柳が現れ、彼女たちとも同居する。シャオと太助は次第に惹かれあい、シャオの守護月天としての封印は自然にとけてゆくことになる。

## 登場人物
担当声優は、コミックCD・完全攻略CD-ROM / テレビアニメ / OVA・ドラマCDの順である。年齢（学年）は特記がない限り、『まもって守護月天!』連載当時。

### 主要人物
七梨太助（しちり たすけ）
声 - 松野太紀 / 阪口大助 / 同左
主人公。市立鶴ヶ丘中学2年生→鶴ヶ丘高校生。14歳〜。4月10日生まれ。O型。
放浪癖のある両親と姉が年中外国にいるため実質的に一人暮らしをしていたが、父・太郎助が送ってきたアイテムで精霊の女性たちを呼び出し、歴史上初の月天・日天・地天の同主となる。
基本的には清廉で優しい性格。一人暮らしをしていることが多かったため、料理も作れる。意固地なところや優柔不断な面が玉に瑕。
シャオのことが好きで彼女の辛い宿命や様々なことを知ってからは、彼女の悲しみを乗り越える方法を模索することを決意する。
守護月天小璘（しゅごげってん シャオリン）
声 - 岩男潤子 / 國府田マリ子 / 同左
ヒロイン。通称シャオ。支天輪に宿る月の精霊であり、太助に召喚された。主をあらゆる不幸から守る役目を持つ。見た目は女子中学生。
純粋で心優しく生真面目な反面天然な性格で玄関に罠をしかけるなど、やることが過激な面も。料理など家事全般が得意。当初は留守番役だったが、後に太助のクラスメートにもなる。使命を遂行するための能力として、「来々、○○（星神の名前）」の掛け声とともに支天輪から各種の星神を召喚&使役できる。スタイル抜群（翔子談）。1652歳以上生きている様子（アニメ版では料理歴2000年らしい）。主との別れを乗り越えるために南極寿星から恋愛感情を封じられていたが、太助への恋心によって、その封印が解かれた。守護月天の「月天」は、十二天の月天（がってん）に由来する。

### 精霊
慶幸日天汝昂（けいこうにってん ルーアン）
声 - 天野由梨 / 高田由美 / 同左
黒天筒に宿る太陽の精霊であり、彼女も太助に召喚された。主に幸福を与える役目を持つ。見た目は20歳以上の女性。
我が強く、極端にオープンな性格。いくら食べても太らない大食漢であり、グラマラスな体型。役目を掲げている割には、自分が太助と一緒に幸福になりたがっている。当初留守番を命じられたが、太助を追いかけて、学校に潜入、そのまま教師として居座る。シャオとは昔からのライバル。｢陽天心、招来｣の掛け声とともに、無機物に一時的に命を吹き込んで使役することができる。
慶幸日天の「日天」は、十二天の日天に由来する。
『まもって守護月天!』では「汝昴」と表記されていたが、実は誤りである。『まもって守護月天! 解封の章』では設定集の記述通り「汝昂」と記載されている。なお、『まもって守護月天! 再逢』では漢字表記を使わず「ルーアン」で統一されていた。
万難地天紀柳（ばんなんちてん キリュウ）
声 - なし / なし / 桑島法子
短天扇に宿る大地の精霊であり、彼女も太助によって召喚された。主に試練を与えて成長させる役目を持つ。見た目は女子中学生。
役目に一生懸命で、生真面目で純粋な性格。暑さ寒さ、辛い・甘い食べ物が苦手。温泉好き。照れ屋で恥ずかしがり屋。太助とシャオの恋仲を応援している。自らの使命ゆえの自虐癖があった。寝起きがとても悪い。使命を遂行するための能力として、「万象大乱」の掛け声とともに対象物の大きさを自在に変えることができる。短天扇自身を巨大化し、上に乗って飛ぶこともでき、動物や植物の声を聞くこともできたりする。友達は文（ウェン）。彼女もシャオとルーアンと同じくらいの年齢。OVAのみ登場。
万難地天の「地天」は、十二天の地天に由来する。
飛（フェイ）声 - なし / なし / 堀江由衣
『まもって守護月天! 再逢』で登場。人がそのときに思っている心の声を読むことができる。シャオたちと同じ精霊界に住んでいた。名前はシャオたちに出会ったときに付けられる。見かけは幼女だが、その正体はシャオたちの生みの親であり、シャオたちより年上の様子。

### 鶴ヶ丘市
宮内出雲（みやうち いずも）声 - 菊池正美 / 森川智之 / 同左
宮内神社の神主で宮内一族では分家にあたる下宮内の家系。20歳〜。8月7日生まれ。AB型。
容姿端麗、スポーツ万能でしかもどんな女性に対しても丁寧な態度を取るため、町内に多数の女性ファンがおり、ファンクラブまである。男性に対する対応は冷めたものがあるが、根はお人好しで面倒見も良い。
シャオに一目惚れし、彼女に近づくために太助の中学校の購買部でアルバイトを始める。当初は太助を徹底的に敵視していたが、シャオの太助に対する思いの強さを知り、自ら身を引く。那奈とは同級生で、女性からの人気はその当時からすでに絶大だったようである。
両親との3人家族であり、母親は和菓子を作るのが得意で離珠と軒轅によく振舞っている。父親はアニメ版のみの登場。
野村たかし（のむら たかし）声 - 山口勝平 / 置鮎龍太郎 / 同左
太助のクラスメートで親友（しかも小学校時代から仲が良い）。14歳〜。12月7日生まれ。B型。
いつもにぎやかで熱血漢。強引ながらもリーダーシップが強い。自前のコードレスマイクに ピカデオンと名付けている。シャオが好きだが、花織のことも気になっている｡
遠藤乎一郎（えんどう こいちろう）声 - 石川寛美 / 南央美 / 同左
太助のクラスメートで親友。13歳〜。3月31日生まれ。O型。
おとなしく気は弱いが、芯の強い少年。年上好きなこともあって、ルーアンに惚れているが、進展は微妙な状態。
家族は母親と祖母が触れられており、祖母は解封の章で初登場。
解封の章では、表情から幼さが消えて青年らしくなっている。
山野辺翔子（やまのべ しょうこ）声 - 矢島晶子 / 宮原永海 / 山崎和佳奈
太助のクラスメート。14歳〜。5月23日生まれ。A型。
太助曰く、学年一の問題児だが、実は反発心の現れで、本来は頭脳明晰なお嬢様。シャオとは親友。学校を時折サボっている。シャオと太助の恋仲を応援し、2人に発破をかけることが多い。瓠瓜が大好き。
『まもって守護月天! 解封の章』では、太助たちとは別の高校に通っており、それまでのボーイッシュな服装はやめ、お嬢様風の衣装が基本となっている。母親は体調を崩しており、その原因が自分が今までしてきた無茶による心労ではないかと悩んでいる。
愛原花織（あいはら かおり）声 - 西村ちなみ / 原えりこ / 前田愛
太助の後輩。13歳〜。8月28日生まれ。B型。
乙女チックな性格だが、料理下手で味覚も独特。太助に傘を貸してもらった（アニメでは、転びそうになったところを助けてもらった）のをきっかけに、彼に一目惚れ。太助に対して強引に迫るが、たかしのことも気になり始めている。

### 七梨家
七梨那奈（しちり なな）声 - なし / 宇和川恵美 / 同左
太助より6歳上の姉。両親と同じく放浪癖があり、家を留守にしがち。大雑把な性格。各地の国を旅しており色黒。翔子と仲がよく、シャオと弟の恋仲を応援している。出雲とは学生時代の同級生。瓠瓜が好きらしいが、どうやら荷物入れにしようと企んでいるらしい。
紀柳が来たことを知ってから、しばらく自宅に居候していたが、太助とシャオの進展を企み、汝昂を強引に引き連れて世界の秘境めぐりツアーへ連れて行き、紀柳には修行に行くように促し、半ば強引に太助とシャオの2人生活（にして恋の進展を図る目的）を実行した張本人。
七梨太郎助（しちり たろうすけ）声 - なし / 堀秀行 / 同左
太助と那奈の父親。放浪画家。支天輪・黒天筒・短天扇を息子に送った。長いこと家を留守にしている（少なくとも、全く家に帰らない妻よりはマシであるらしい）。度々お土産を太助に贈ってくるが、変なものが多い。妻とは離れていても、きちんと思いは通じ合っているらしい。
七梨さゆり（しちり さゆり）声 - なし / なし / 西原久美子
太助と那奈の母親。アフリカなどで国際ボランティアをしていた時に太郎助と出逢い、結婚。帰国後、那奈・太助を出産、家を建てたが、1年も経たないうちに国際ボランティアに復職して海外に10年以上も留まった。（なぜか）雰囲気がシャオに似ている。純粋な性格。シャオが月の精霊だと知ってからはシャオが太助に思いを届けてくれるのだと思って、再び旅立つ。外国では現地の人々に慕われており、天使サユーリとも呼ばれている。

### その他
藤咲朋美（ふじさき ともみ）声 - なし / なし / 川上とも子
太助と同学年の演劇部部長。演劇部の学内公演で、たかしに助っ人を頼んだことから、太助たちと友達となる。『まもって守護月天! 再逢』で登場。
宮内雅子（みやうち まさこ）声 - なし / 川村万梨阿 / なし
アニメオリジナルキャラクター。出雲の親戚で、出雲の本家筋となる上宮内の巫女。宮内神社の巫女の中でも千人に一人と言われるほど高い能力を持っている。18歳。幼いころ本家を訪れていた出雲に出会い仲良くなったが、ナンパ性の出雲のせいで嫉妬が昂じると体が熱くなって爆発するという体質になってしまう。そのせいで多くの男性に逃げられていたが、幼少期の仲の良さを知っていた一族によって出雲との縁談話が持ち上がることとなる。出雲に好意をもっているため結婚に前向きだったが、爆発癖を嫌う出雲からは結婚を嫌がられており、シャオを身代わりの婚約者に仕立て上げられて何とか逃げようと画策されていた。この時の姿を太助は「牡丹灯籠みたい」と形容した。嫉妬の末にシャオの封印を試みるも、結局太助が命を懸けてシャオを助けようとした姿を目の当たりにしたことで無償の愛が存在することを知り、爆発癖を克服した。爆発癖が治った後は出雲を見限り、街へナンパに出かけている。春日（声 - 京田尚子）という薙刀を得意とする侍従の婆様がいる。
シン
精霊界の精霊。人間界のことを研究しており、人間界に行きたがっていたシャオリンたちに支天輪・黒天筒・短天扇と使命を授け、人間界に送った。

### 星神（ほしがみ）
守護月天に仕える中国星座の精霊。支天輪から召喚される。
虎賁（こほん）声 - 山口勝平 / 浦和めぐみ / 同左
虎のような耳と尾をした小童子の姿で、球技を司る星神。人間と会話できる。星神の中では数少ない、恋心を理解している人物。作中では離珠のお守り役。
離珠（りしゅ）声 - 南央美 / 川澄綾子 / 同左
シャオに言葉を送る、連絡用の星神。小童女の姿で、本作品のマスコット的存在。喋れない。出雲が好き（恋心に近い）。
軒轅（けんえん）声 - なし / 南央美 / 同左
竜に似た姿をした移動用の星神。人を乗せて空を飛ぶことができる。特技は100面相。よく離珠と共に宮内神社で和菓子をご馳走になっている。オスらしい。
長沙（ちょうさ）声 - なし / なし / 金田朋子
看護・治療を専門とする星神。身体的な治癒が専門だが、沢山の患者を診てきた経験からか、心についての理解もある程度持っている様子。
女御（じょぎょ）
二人組の小女性の姿をした星神。着付けを担当し、衣類を出現・変化させる。和服など着付けたことが無い種類の服だった場合、写真を見ただけだと時々失敗するらしい。アニメ版では花織の着付けも担当した。
羽林軍（うりんぐん）声 -  / 戸北宗寛 /
45人組の小人の姿をした星神。建物の建築・解体を担当。アニメ版では、校舎を破壊するほどの能力がある。
軍南門（ぐんなんもん）
鎧を着たひげ面の巨人の姿をした星神。門番担当。大きな体躯をしているが、性格は優しい。力加減ができないため、太助をぺしゃんこにしてしまうこともある（本人に悪気は全くない）。
北斗七星（ほくとしちせい）
星神の中で最強の戦闘能力を有する、7人の星神。シャオが温厚であるために出番はごく僅か。
- 貪狼（とんろう）
- 巨門（こもん）
- 禄存（ろくそん）
- 文曲（もんごく）
- 廉貞（れんちょう）
- 武曲（むごく）
- 破軍（はぐん）

折威（せつい）
玉を背負った星神。小さいが非常に重い。捕虜などの押さえ役。
車騎（しゃき）
自走砲に乗った二人組の小人の星神。砲撃担当。
八穀（はちこく）
箸を背負った食糧調達担当の星神。最初は現代社会を知らなかったため、他人の食材（店・倉庫などの）まで取り寄せた。取り寄せる食材は最高級品であり、見極め能力は特上である。
塁壁陣（るいへきじん）
巨大な蛇の姿をした、半透明の星神。自身の体を使って結界を張る能力を持つ。シャオ以外は、結界の出入りができない。
天陰（てんいん）
鋭い嗅覚と素早い動きで猟犬のように相手を追い詰める攻撃用の星神。角の生えた白い獣の姿。
天鶏（てんけい）
炎を纏った鳥の姿をしている攻撃用の星神。体の炎で何でも燃やす。
天高（てんこう）
大きな鳥の姿をした星神。上空から広範囲を偵察できる。
雷電（らいでん）
龍の姿をしている攻撃用の星神。その破壊力は凄まじく、一撃で宮内神社を壊滅させた。
梗河（こうが）
熊にまたがった小人の姿をした星神。剣を振るい、接近戦を得意とする。
六甲（ろっこう）
甲羅が六つに割れ、角の生えた手乗り寸法の亀の姿。「楽しい」「怖い」「哀しい」「幸福」「不幸」「謎」の六種類の幻覚を見せる。
瓠瓜（こか）声 - なし / 疋田由香里 / 新千恵子
ペンギンに似た星神。自分より大きいものでも胃袋に収納することができ、収納・運搬のために使われる。翔子が大好き。那奈にも気に入られている。そのため、召喚される理由はなくてもいることが多い。
南極寿星（なんきょくじゅせい）声 - なし / 八奈見乗児 / なし
シャオのお目付け役。シャオの行動を制限できる唯一の星神で、自分の意思で支天輪を出入りできる。主人に対して過保護な老人。現代のことにかなり詳しい。方向音痴。太助の主としての行動に心打たれ、以前よりシャオの行動を制限することは控えるようになった（ただし、支天輪の中で悶々としているらしい）。
零（レイ）
光を司る星神。シンをひとりぼっちにさせないため、蘭とともに精霊界に置いていかれた。シャオが人間界に行ってから長いこと経つのに全く音信がないことから、自分たちのことを忘れたのではないかと思い、蘭とともに人間界へやってきた。『まもって守護月天! 再逢』で登場。
蘭（ラン）
音の波動を調節して音の大きさを変える能力がある星神。『まもって守護月天! 再逢』で登場。
紫微垣（しびえん）・貫索（かんさく）・土司空（どしくう）
いずれも『まもって守護月天! FAN BOOK 桜野みねねの本』収録のラフ設定集に描かれていたが、作中では使用されなかった。

## 漫画
- まもって守護月天! 全11巻（エニックス）
- 新装版まもって守護月天! 全10巻（マッグガーデン）
  - 表紙は書き下ろしで、カバー下は未収録。第10巻には、エニックス版未収録の第67話と、書き下ろしの第68話を収録。
- ショーウィンドウのエミリー 桜野みねね短編集（エニックス）
  - 増刊少年ガンガンWING平成9年夏季臨時増刊号に掲載された外伝「遠い日の小璘」を収録。
- Guardian Angel Getten 全4巻（Gustoon Entertainment）
  - エニックス版を英訳したもの。北米で発売された。
- まもって守護月天! 再逢〈Retrouvailles〉 全6巻（マッグガーデン）
- まもって守護月天! 解封の章 既刊10巻（マッグガーデン）

## 小説
全て、著者 藤咲あゆな、原作・イラスト 桜野みねね、エニックス刊。
- 小説まもって守護月天! 全11巻（1997年8月29日 - 2001年8月31日）
- 小説まもって守護月天!マルチストーリーSpecial ハッピー・サマー・メモリーズ（2000年9月22日）ISBN 4-7575-0296-6

## CD
脚本は、一部を除き藤咲あゆなが担当。
少年ガンガンコミックCDコレクション（書籍扱い）
- まもって守護月天! I LOVE YOUが言いたくて（エニックス、1997年11月21日）ISBN 4-87025-684-3
- まもって守護月天! 魔法のランプにおねがい（エニックス、1998年3月27日）ISBN 4-87025-291-0

エニックスアニメ版CDコレクション（書籍扱い）
まもって守護月天! シャオの贈りもの（エニックス、1999年3月27日）ISBN 4-7575-0005-X
ラジオドラマCD
伝心 まもって守護月天! ドラマCD　全8巻（ムービック、2000年3月25日 - 2001年8月25日）
ラジオで放送されたドラマと、テーマトーク・キャストクレジットを収録。
まもって守護月天! 再逢〈Retrouvailles〉Drama CD 全3巻（フロンティアワークス）
誌上通販と一般販売の2種が存在。誌上通販では、ボーナストラックミニドラマCD・書き下ろしミニ小説がつく。

DJ CD
伝心 まもって守護月天! DJ☆CD〜シャオと太助のいつでも守護月天♥〜 全3巻（ムービック、2001年4月28日 - 2001年12月29日）
ラジオ番組「シャオと太助の今夜も守護月天!」の企画CD。

CD-ROM
壁紙やアクセサリー、音声ファイル、ミニゲームが収録されたCD-ROM。
- まもって守護月天! 完全攻略CD-ROM
- まもって守護月天! デスクトップアクセサリー集
- まもって守護月天! 離珠の小箱

## アニメ
制作はテレビアニメ版、OVA共に東映アニメーション。
テレビ版は長らくVHSとレーザーディスク（LD）のみで販売となっていたが、現在は廃盤となっており、2017年5月10日にBlu-rayBOXが発売された。OVA『伝心 まもって守護月天!』はDVD化され販売されているが、Blu-rayBOXの販売も2017年12月6日に発売された。

### テレビアニメ
1998年10月17日から1999年4月3日まで、テレビ朝日系にて毎週土曜18:00 - 18:30（JST）に全22話が放送された。放送時のタイトルは原作と同じ『まもって守護月天!』であるが、1998年10月17日付の朝日新聞や読売新聞、中日新聞など一部の新聞では放送開始からしばらく、テレビ欄や番組紹介に掲載されたタイトルが『GETTEN』となっていた。また、セルソフトメディア化に際しては「まもって」が表題より外され『守護月天！』のタイトルで発売されている。
オープニングにはキリュウが1カットだけ登場しているが、彼女は本編には登場していない。設定は原作を意識しているが基本的にほぼアニメオリジナルの話がほとんどであり、原作よりもややコメディ色が強い。登場人物達の性格もかなり異なる。

#### スタッフ
- 原作 - 桜野みねね（スクウェア・エニックス刊『月刊少年ガンガン』連載）
- シリーズディレクター - 貝澤幸男
- シリーズ構成 - 細井能道
- キャラクターデザイン - 上野ケン
- 美術デザイン - 東潤一
- 色彩設計 - 塚田劭
- 編集 - 麻生芳弘
- 音楽 - ジョー・リノイエ
- プロデューサー補 - 櫻田博之
- プロデューサー - 梶淳、渡辺哲也、西沢信孝
- 制作 - テレビ朝日、東映動画

#### 主題歌
オープニングテーマ「さぁ」
作詞 - 椎名慶治 / 作曲 - 椎名慶治、永谷喬夫 / 編曲・演奏・歌 - SURFACE（レーベル：マーキュリー・ミュージックエンタテインメント）
- 歌詞を担当した椎名は、原作漫画を読んで作り上げた。また、椎名自身も太助と性格が似ているとされ、太助の思いをよく表現していると設定資料で明かされている。

エンディングテーマ「I JUST FEEL SO LOVE AGAIN 〜そばにいるだけで〜」
作詞 - 秋本瑞月 / 作曲 - 大野愛果 / 編曲 - 古井弘人 / 歌 - sweet velvet（レーベル：GIZA studio）

#### ネット局
| 放送期間                      | 放送時間           | 放送局                             | 対象地域 |
| ----------------------------- | ------------------ | ---------------------------------- | -------- |
| 1998年10月17日 - 1999年4月3日 | 土曜 18:00 - 18:30 | テレビ朝日（製作局）ほか系列全24局 | 日本国内 |

#### 各話リスト
| 話数 | サブタイトル                     | 脚本     | 演出       | 作画監督 | 美術       | 放送日          | 収録VHS |
| ---- | -------------------------------- | -------- | ---------- | -------- | ---------- | --------------- | ------- |
| 1    | 彼女はポケポケ                   | 細井能道 | 貝澤幸男   | 高木雅之 | 東潤一     | 1998年 10月17日 | VOL.1   |
| 2    | 幸せのフルコース                 | 山田健一 | 山田徹     | 進藤満尾 | 松本健治   | 10月24日        | VOL.1   |
| 3    | 燃えよタコタコ魂                 | 佐藤勝一 | 早川啓二   | 伊藤智子 | 和田いづみ | 10月31日        | VOL.1   |
| 4    | 衝撃友達デビュー                 | 細井能道 | 宇田鋼之介 | 真庭秀明 | 鈴木和彦   | 11月14日        | VOL.1   |
| 5    | 最低最悪の嫌な奴                 | 山田健一 | 小坂春女   | 本橋秀之 | 徳重賢     | 11月21日        | VOL.2   |
| 6    | 学園のワナ罠わな                 | 山田靖智 | 勝間田具治 | 永樹龍博 | 坂木功治   | 11月28日        | VOL.2   |
| 7    | 助けて〜!!密着パニック           | 瀧晃一   | 明比正行   | 平岡正幸 | 松本健治   | 12月5日         | VOL.2   |
| 8    | 突然ガサ入れ大ショック           | 佐藤勝一 | 宇田鋼之介 | 高木雅之 | 和田いづみ | 12月12日        | VOL.2   |
| 9    | 電撃スクープ意外な弱点           | 山田健一 | 早川啓二   | 伊藤智子 | 鈴木和彦   | 12月19日        | VOL.3   |
| 10   | ご主人様をXマスから守れ!         | 山田靖智 | 山田徹     | 進藤満尾 | 徳重賢     | 12月26日        | VOL.3   |
| 11   | 支天輪をとり戻せ!! 愛の大捜査線  | あべけん | 小坂春女   | 真庭秀明 | 松本健治   | 1999年 1月9日   | VOL.3   |
| 12   | 乱入!! 花織は可愛いストーカー    | 細井能道 | 宇田鋼之介 | 上野ケン | 和田いづみ | 1月16日         | VOL.3   |
| 13   | ゴーゴー! 危険な温泉旅行         | 瀧晃一   | 明比正行   | 永樹龍博 | 鈴木和彦   | 1月23日         | VOL.4   |
| 14   | 百万ゲット!!火の玉チャレンジャー | あべけん | 山田徹     | 平岡正幸 | 内川文広   | 1月30日         | VOL.4   |
| 15   | 脱モテる男!! ウワサの大変身      | 藤本信行 | 早川啓二   | 伊藤智子 | 松本健治   | 2月6日          | VOL.4   |
| 16   | どうなる!?決戦のバレンタイン     | 佐藤勝一 | 貝澤幸男   | 高木雅之 | 和田いづみ | 2月13日         | VOL.4   |
| 17   | 謎の制服泥棒・黒マント参上!!     | 佐藤勝一 | 小坂春女   | 真庭秀明 | 鈴木和彦   | 2月20日         | VOL.5   |
| 18   | あぁ!! オヤジ救出大作戦          | 瀧晃一   | 宇田鋼之介 | 進藤満尾 | 宮前光春   | 2月27日         | VOL.5   |
| 19   | 爆発!! お見合いは命懸け          | 藤本信行 | 明比正行   | 上野ケン | 松本健治   | 3月6日          | VOL.5   |
| 20   | お宝伝説!!恐怖の幽霊船           | 清水東   | 山田徹     | 永樹龍博 | 和田いづみ | 3月13日         | VOL.6   |
| 21   | 突然さよなら! 涙のデート         | 細井能道 | 早川啓二   | 伊藤智子 | 鈴木和彦   | 3月20日         | VOL.6   |
| 22   | 愛は運命を超えて……               | 細井能道 | 宇田鋼之介 | 高木雅之 | 松本健治   | 4月3日          | VOL.6   |

| テレビ朝日系列 土曜18時台前半        | テレビ朝日系列 土曜18時台前半                                         | テレビ朝日系列 土曜18時台前半                        |
| 前番組                               | 番組名                                                                | 次番組                                               |
| ------------------------------------ | --------------------------------------------------------------------- | ---------------------------------------------------- |
| 遊☆戯☆王 （1998年4月4日 - 10月10日） | まもって守護月天! （1998年10月17日 - 1999年4月3日） ※ここまでアニメ枠 | 長島三奈の熱闘!スポーツM18 （1999年4月 - 2000年3月） |

### 伝心 まもって守護月天!
2000年6月から2001年11月にかけて、OVAとして全8巻を発売。CDドラマと同様に、音声特典としてテーマトーク・キャストクレジットが収録されている。話・人物設定がテレビアニメ版よりも原作に近い。
スタッフ
- 原作 - 桜野みねね
- 監督 - 貝澤幸男（第1・4・5・8巻）、小坂春女（第2・3巻）、芝田浩樹（第6巻）、門田英彦（第7巻）
- 監修 - 貝澤幸男（第2・3・6・7巻）
- 脚本 - 藤本信行（第1-5巻）、藤咲あゆな（第6・7巻）、桜野みねね（第8巻）
- キャラクターデザイン - 大西陽一・増田信博（第3巻）
- 総作画監督 - 大西陽一（第3・8巻）
- 作画監督 - 大西陽一（第1・2・4-7巻）、増田信博（第3・8巻）
- 美術監督 - 鹿野良行
- 色彩設計 - 佐久間ヨシ子
- デジタル撮影監督 - 若尾卓見（第1・8巻）、岡崎英夫（第2巻）、高橋基（第3巻）、梶原裕美子（第4巻）、中得覚（第5巻）、田代儀幸（第6巻）、坂西勝（第7巻）
- 編集 - 麻生芳弘（第1-4巻）、福光伸一（第5-8巻）
- 音楽 - 神津裕之、湯川武史（第5-8巻）
- プロデューサー - 櫻田博之、柴田光輝
- 制作 - 東映アニメーション株式会社・株式会社ムービック

オープニングテーマ
「Wish」（第1巻 - 第5巻）
作詞 - 牧恵美子 / 作曲・編曲 - 神津裕之 / 歌 - 國府田マリ子
「Magic」（第6巻 - 第8巻）
作詞 - こさかなおみ / 作曲・編曲 - 神津裕之 / 歌 - 守護月天シャオリン
エンディングテーマ
「I'LL FOLLOW YOU」（第1巻 - 第5巻）
作詞 - 仁科薫理 / 作曲・編曲 - 神津裕之 / 歌 - jyushi-ca
「星神 離珠でし」（第6巻 - 第8巻）
作詞 - こさかなおみ / 作曲 - 伊澤美穂 / 編曲 - 吉川清之 / 歌 - 川澄綾子
サブタイトル
1. 月から来た少女
2. 潮風のと・き・め・き
3. 万難地天キリュウ
4. 梅雨の言い伝え
5. そして、夏のはじまり
6. しあわせ いつまでも
7. シャオ乙女化計画!
8. まだ知らない気持ち

## ラジオ
シャオと太助の今夜も守護月天!のタイトルで、TBSラジオにて1999年12月から2001年9月まで配信していたラジオ番組。パーソナリティは國府田マリ子と阪口大助。

## ビデオ
- 守護月天!（TVアニメ）1-6巻(現在は廃盤) 発売元・販売元、東映・東映ビデオ
- HEROCLUB守護月天!1-2(現在は廃盤) 発売元・販売元、東映・東映ビデオ